# Susan M. Dray
Susan Marguerite Dray ist eine amerikanische Expertin für Mensch-Computer-Interaktion und User Experience, welche Mitglied der CHI-Akademie und der User Experience Professionals Association ist. Dray ist für ihre Arbeit auf dem Gebiet des User Experience Designs bekannt und ist Mitbegründerin von SIGCHI, einer Interessensgruppe für Mensch-Computer-Interaktion der Association for Computing Machinery. Sie ist eine internationale Vorreiterin auf dem Gebiet des humanzentrierten Designs und hat Vorträge und Grundsatzreden auf Konferenzen und Fachtagungen in den USA, Mexiko, Europa, Afrika, China, Neuseeland und Australien gehalten. Darüber hinaus hat sie zahlreiche Vorträge und Buchkapitel veröffentlicht.

## Ausbildung
Dray erwarb 1972 einen Bachelor of Arts in Psychologie und Musik am Mills College in Oakland, Kalifornien. Im Anschluss daran erwarb sie einen Master of Arts und einen Doktortitel in Psychologie an der University of California in Los Angeles. Dray ist ein gremienzertifizierer User Experience Professional.

## Karriere
Drays Karriere in der industriellen Forschung begann 1979 bei Honeywell, wo sie als Managerin für die Einflüsse von Human-Technologie und auch Senior Research Scientist arbeitete. Später arbeitete sie als Director of Human Factors bei American Express und war eine der ersten, die 1988 ein Usability-Labor für Unternehmenssysteme außerhalb der Computerindustrie entwickelte.
2014 arbeitet Dray für vier Monate an der Universidad Tecnológica de Panamá an einem als Fulbright-Stipendium in Panama. Sie arbeitete zusammen mit Studenten und Fakultätsangehörigen daran eine Mensch-Computer-Interaktion einzuführen, die jetzt Teil eines neuen Software-Engineering-Schwerpunkts im Bereich des Systems Engineerings ist. Sie half dabei, Verbindungen sowohl mit Mensch-Computer-Interaktions Fachleuten als auch mit User Experience Forschern in ganz Lateinamerika herzustellen, indem sie die Community und ihren Einfluss in der größeren internationalen Gemeinschaft weiter ausbaute. 
Aktuell gehört Susan M. Dray zur Fulbright-Spezialistenliste, welches Verbindungen zwischen US-amerikanischen Wissenschaftlern, Fachleuten und deren Kollegen an Gastinstitutionen im Ausland fördert. Das Programm vergibt Stipendien an US-amerikanische Dozenten und Fachleute, die für die Aufnahme in die Spezialistenliste in ausgewählten Disziplinen zugelassen sind, um sich an kurzfristigen Kooperationsprojekten an förderungswürdigen Einrichtungen in über 140 Ländern weltweit zu beteiligen. Kürzere Stipendien geben den Spezialisten mehr Flexibilität, um Projekte zu verfolgen, die ihren derzeitigen akademischen oder beruflichen Verpflichtungen am besten entsprechen.
Von 2015 bis 2019 war Susan Dray Vice President von ACM SIGCHI. Dort trug sie dazu bei den Aufbau der Mensch-Computer-Interaktion in Entwicklungsländer, wie Afrika und Südamerika aufzubauen. Das aktuelle Projekt, die Initiative SIGCHI Across Borders Initiative, erfasst die Herausforderungen, mit denen Gemeinschaften in der arabischen Welt, in Afrika und Lateinamerika konfrontiert sind, und hilft diesen Gruppen, zu einer starken Gemeinschaft zu werden, während gleichzeitig Wege gefunden werden, wie SIGCHI ihnen bei der Bewältigung dieser Herausforderungen helfen kann.
Seit 1982 ist Dray ein aktives Mitglied der CHI-Community, die sich über die Organisationen SIGCHI, User Experience Professionals Association und HFES erstreckt und dabei hilft Menschen und Organisationen auf der ganzen Welt miteinander zu verbinden. Dray ist aktive Mentorin und hatte über 30 Mentees, von denen viele im Ausland erfolgreiche Karrieren haben.
Dray ist derzeit Präsidentin von Dray & Associates Inc., einer kleinen Beratungsfirma für User Experience. Dort leitet sie ein Team, das User Experience und Designforschung zu den Hauptprodukten ihrer internationalen Kunden plant und durchführt. Sie gründete das Unternehmen 1993. Dray ist auf kontextbezogene Benutzerstudien spezialisiert, hat an allen Arten von Software und Hardware gearbeitet und in 29 Ländern auf allen Kontinenten, mit Ausnahme der Antarktis gearbeitet.

## Auszeichnungen und Anerkennungen
Dray erhielt im Laufe ihrer Karriere zahlreiche Auszeichnungen, insbesondere den Preis für ihr Lebenswerk in der Praxis im Jahr 2015, die höchste von SIGCHI verliehene Auszeichnung. Im Jahr 2017 wurde sie ACM-Partnerin „für die Mitbegründung von ACM SIGCHI und die weltweite Verbreitung von beispielhaftem User Experience Design und Bewertungspraktiken.“ Sie wurde auch von der User Experience Professionals Association anerkannt, die ihr 2016 den Preis für ihr Lebenswerk verlieh. Zusätzlich wurde sue mit dem President Award für ihre Rolle als Director of Publications von der User Experience Association ausgezeichnet. Dr. Susan M. Dray wurde 2015 mit dem SIGCHI Lifetime Achievement Preis und 2016 mit dem Lifetime Achievement Awards der User Experience Professionals Association ausgezeichnet für ihre Führungsqualitäten und ihren Einfluss auf die Branche. Damit ist Dray die einzige Person der Branche, die von beiden Organisationen so geehrt wurde.  Darüber hinaus ist sie Partnerin der Human Factors and Ergonomics Society.
Weitere Auszeichnungen:
- Lifetime service award[10] – SIGCHI (2006)
- Distinguished Engineer[7] – ACM SIGCHI (2008)
- Lifetime Achievement award[2] – SIGCHI (2015)
- User Experience Professionals Association Lifetime Achievement award[2]  – User Experience Professionals Association (2016)